# Dietersheim
Dietersheim est une commune de Bavière (Allemagne), située dans l'arrondissement de Neustadt an der Aisch-Bad Windsheim, dans le district de Moyenne-Franconie.

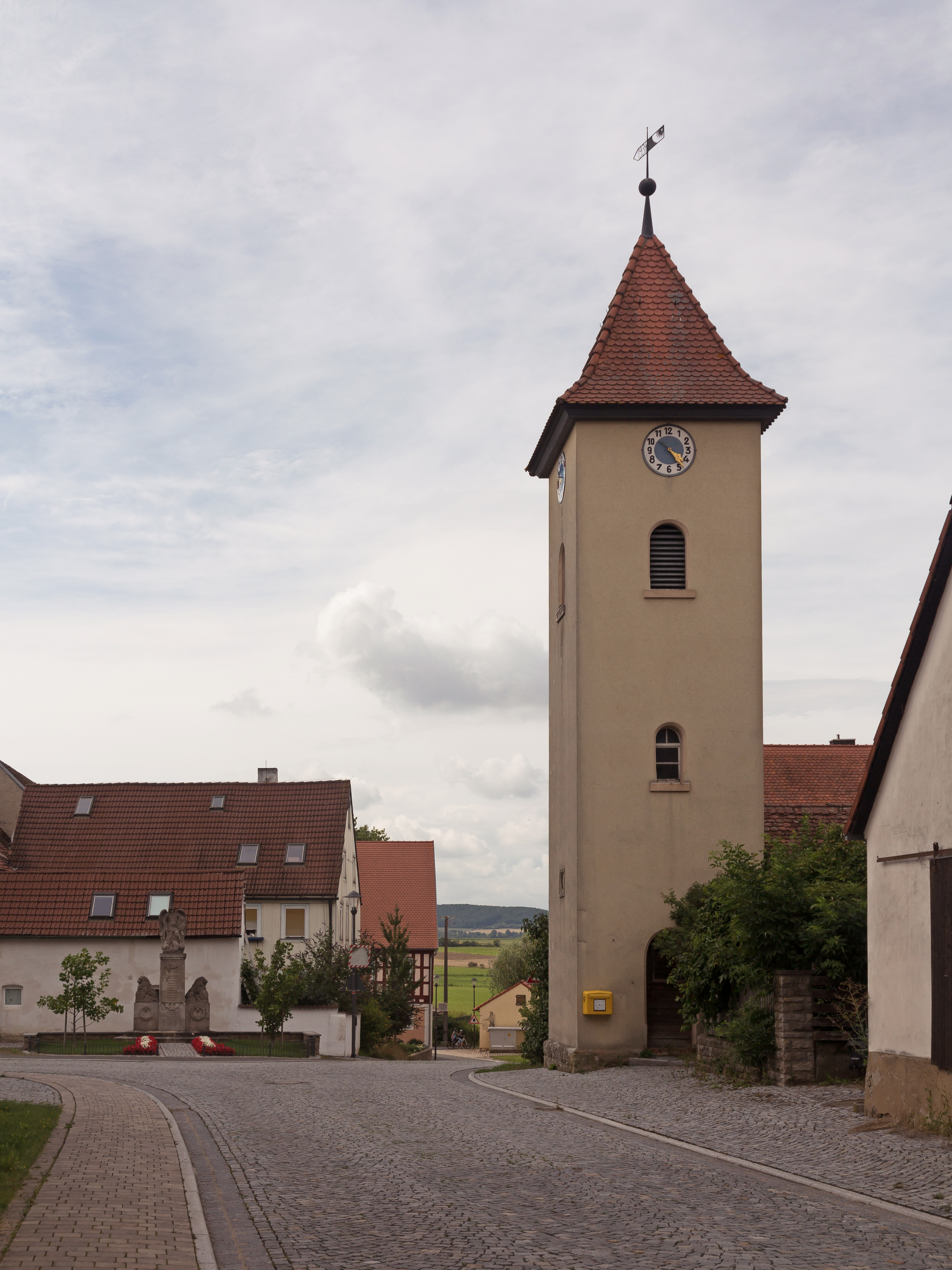
Dietersheim, l'église dans la Hauptstrasse

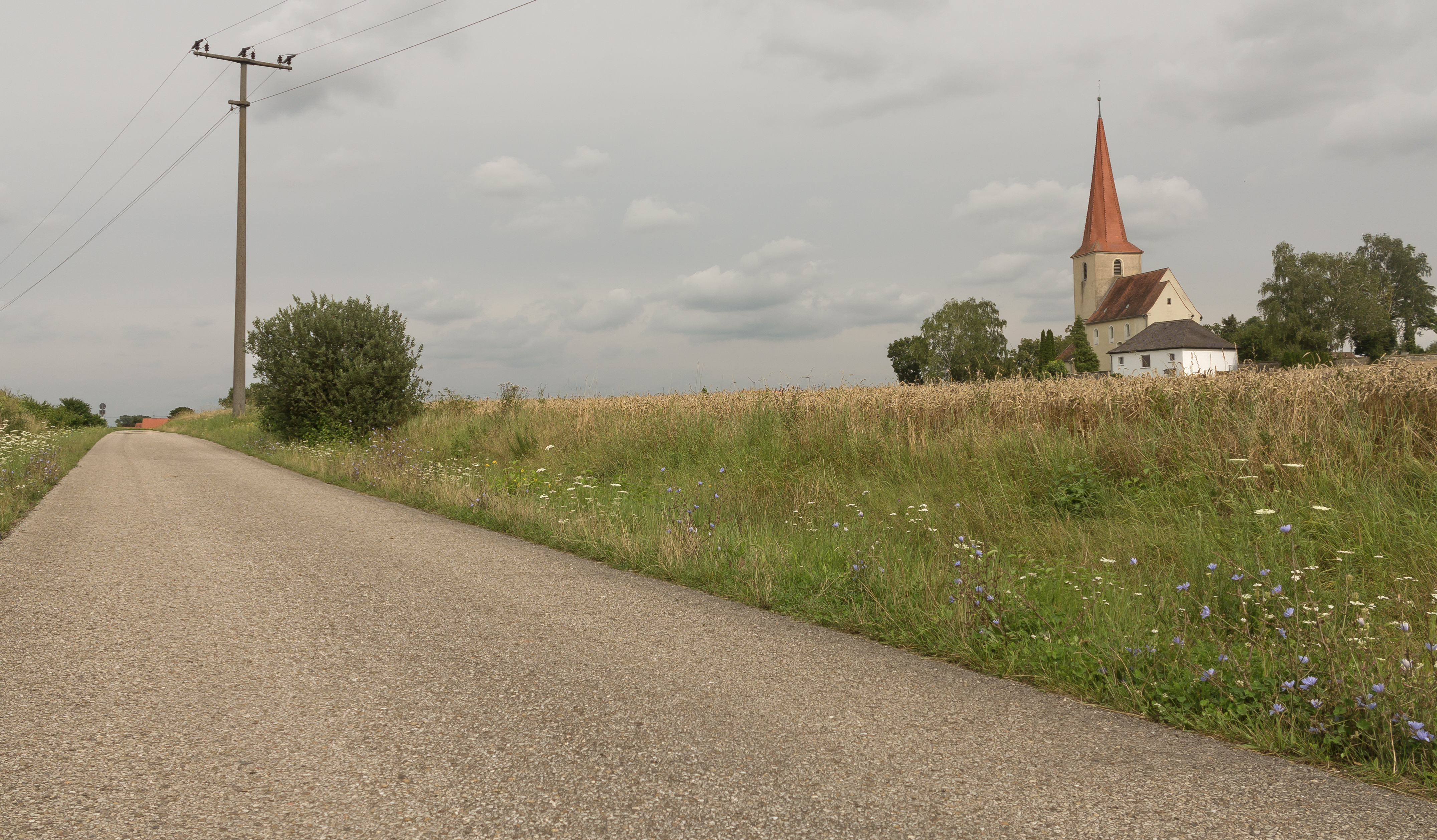
Dottenheim, l'église protestante: Pfarrkirche Sankt Markus

## Personnalités liées à la ville
- Friedrich Wilhelm Hagen (1814-1888), médecin né à Dottenheim